# CODESPA

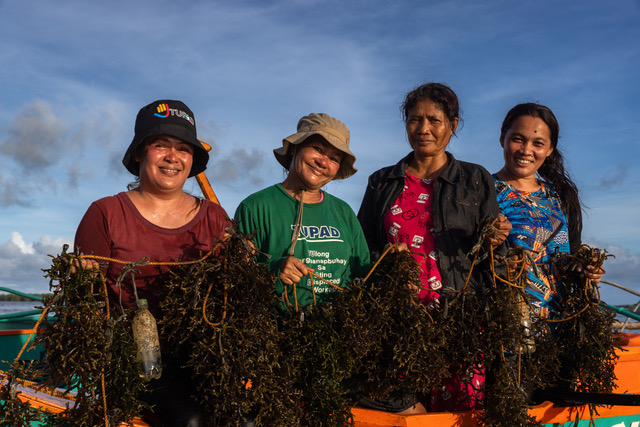
Uno de los proyectos de COPESPA

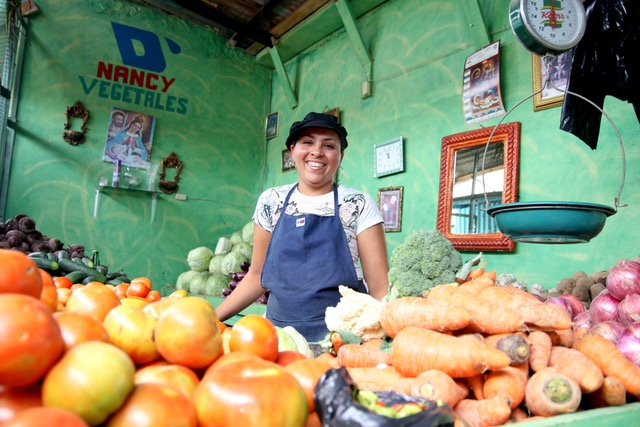
Mujer dominicana

CODESPA es una organización no gubernamental de cooperación para el desarrollo (ONGD) que promueve soluciones sostenibles y duraderas para afrontar las causas de la pobreza extrema en el mundo. La organización trabaja en estrecha colaboración con las comunidades locales e involucra al sector público y privado para crear oportunidades de negocio y empleo que integren en la sociedad a las personas que viven en pobreza. A través de su labor, garantiza que tengan acceso a formación, a servicios financieros y su inclusión en el mercado. 
Su misión es hacer posible que 10 millones de personas pasen de la pobreza a la prosperidad, mediante su método escalable de desarrollo de mercados rurales y apoyo a emprendedores. 
Hasta la fecha, ha liderado más de 1.400 proyectos en 34 países de Iberoamérica, África y Asia, contribuyendo de manera significativa a la mejora de las condiciones de vida de 5,9 millones de personas.

## Historia
Fue fundada en Madrid, España, el 12 de noviembre de 1985 por Laureano López Rodó, junto con un grupo de empresarios y académicos, con el objetivo de encontrar soluciones a la pobreza extrema que padecen millones de personas.
Desde entonces, su visión permanece firme: cualquier persona, incluso si ha crecido en un ambiente de pobreza extrema, debe tener la oportunidad de desarrollar todo su potencial y ser autosuficiente, a través de un trabajo digno y estable.
Su principal órgano de gobierno es un patronato formado por diversas personalidades vinculadas al mundo de la empresa, la universidad y al trabajo social.
El Presidente de Honor es Su Majestad el Rey Don Felipe VI. 
Está compuesta por un grupo de profesionales de más de 14 nacionalidades, expertos en diversas disciplinas, como la economía, la agricultura y el trabajo social, y comprometidos con el desarrollo integral de las personas más vulnerables. 
Además, cuenta con una amplia red de colaboradores, desde entidades públicas hasta empresas privadas, que contribuyen al éxito de las iniciativas que desarrolla. Con el objetivo de promover este tipo de alianzas y la participación activa en los retos sociales, en 1997 crea los Premios CODESPA. Estos galardones reconocen las mejores iniciativas del sector privado orientadas a abordar la desigualdad, la pobreza y la injusticia social. También cuentan con una categoría periodística que destaca el trabajo de los profesionales de la comunicación que dan visibilidad a historias vinculadas con la pobreza que no son visibles en los medios de comunicación.
CODESPA ha sido premiada por su labor y el desarrollo de metodologías propias, reconociendo su esfuerzo por implementar soluciones eficaces y duraderas en aquellos países donde tiene presencia. Entre otros:
Ha sido reconocida por el Banco Interamericano de Desarrollo (BID) en los Premios Interamericanos a la Innovación Financiera y Empresarial, en la categoría de "Servicio financiero al pequeño productor", por su Programa Agrocrédito de servicios microfinancieros dirigidos a zonas rurales de la República Dominicana.
Además, ha sido ganadora del Reto FiturNext por su contribución a la igualdad de género en el sector turístico en Perú y Bolivia.
En la XVI edición de los Premios de la Cámara de Comercio de Perú en España, la organización recibió el premio en la categoría de Reconocimiento Institucional por su labor en cooperación al desarrollo.
Durante la Cumbre Mundial para la Innovación en Educación (WISE), la ONG fue premiada por su programa de educación rural en Perú.
Asimismo, la organización ha sido reconocida como “Fundación de la provincia” por el Gobierno Provincial de Imbabura en Ecuador.

## Presencia en el mundo
CODESPA está actualmente presente en 12 países a través de sus oficinas locales:
- En Iberoamérica se encuentra en Bolivia, Colombia, Ecuador, Guatemala, Haití, Nicaragua, Perú y República Dominicana.
- En África está en Angola, Marruecos y República Democrática del Congo.
- En Asia está presente en Filipinas.

La sede central se encuentra en Madrid y tiene oficinas en Barcelona (CODESPA Catalunya) y en Washington D. C. (EE. UU., CODESPA America).

## Áreas de especialización
A lo largo de su historia, CODESPA se ha especializado en tres grandes áreas de acción, orientadas a apoyar a pequeños productores, emprendedores y comunidades vulnerables. Éstas se centran en proporcionar herramientas y conocimientos que les permitan mejorar sus condiciones de vida, aprovechando sus propias capacidades y recursos:
- Formación profesional y microempresarial: brinda capacitación en habilidades para el empleo y el emprendimiento.
- Acceso a servicios financieros': ofrece programas de educación financiera y, de manera individual o en colaboración con instituciones financieras, desarrolla productos microfinancieros.
- Desarrollo de mercados rurales: construye alianzas con actores locales y empresas privadas para identificar oportunidades de negocio e impulsar el emprendimiento y el empleo digno, facilitando la comercialización de productos y aumentando los ingresos locales.

Además, introduce la innovación para crear un mayor valor en sus intervenciones, desarrollando soluciones adaptadas a las realidades específicas de las comunidades. De este modo, contribuye a la creación de oportunidades sostenibles y al fortalecimiento de economías locales.
En España despliega una intensa actividad de sensibilización, publica sus propias metodologías y brinda formación. Dirige esta actividad a empresas, organizaciones de la sociedad civil e individuos mediante campañas, jornadas y conferencias, potenciando así el compromiso de toda la sociedad en la búsqueda de soluciones ante los problemas de la pobreza y la desigualdad. 
En 2015 crea una plataforma empresarial, el Observatorio Empresarial para el Crecimiento Inclusivo, que promueve la investigación, el desarrollo de proyectos y la cultura de la medición del impacto dentro de la empresa. Actualmente forman parte de esta iniciativa numerosas corporaciones empresariales comprometidas con la búsqueda de soluciones a los diferentes retos sociales actuales a través de su actividad de negocio.

## Método CODE
CODESPA he desarrollado a lo largo de sus casi cuarenta años de trabajo una fórmula propia para solucionar la pobreza. Un método escalable de desarrollo de mercados rurales y apoyo a emprendedores que siguen cada uno de sus proyectos y programas. 
Este método se centra en la creación de oportunidades, la participación activa de las personas más vulnerables en la identificación de soluciones, la transferencia de conocimientos a las comunidades y una estrategia de salida clara que garantiza el empoderamiento de las personas que participan en sus iniciativas.
El nombre del Método CODE alude al concepto “código” (del inglés code), que coincide con las primeras cuatro letras de su nombre, y suele ir seguido de la frase “Scale Povery Alleviation” para completarlo (CODE-S-P-A). Es decir, el código para aliviar la pobreza de manera escalable. Consiste en cuatro pasos fundamentales:
- Crear oportunidades basadas en necesidades locales.
- Obtener la participación de los más vulnerables.
- Dar conocimientos, servicios financieros y acceso al mercado.
- Empoderar a las personas y diseñar una estrategia de salida.

## Financiación
CODESPA gestiona anualmente un presupuesto de unos 10 millones de euros a través de tres actividades principales: proyectos de desarrollo, consultoría para otras instituciones y programas de formación. Sus principales fuentes de financiación provienen de instituciones privadas (fundaciones y empresas), instituciones públicas (agencias de desarrollo y ministerios) y aportaciones de personas particulares (patronos, socios y donantes).
A lo largo de su historia ha contado con el apoyo financiero de los principales referentes del desarrollo, como son la Agencia Española de Cooperación Internacional para el Desarrollo (AECID), la Unión Europea, el Banco Interamericano de Desarrollo (BID), el Fondo Multilateral de Inversiones (FOMIN), el Banco de Desarrollo de América Latina y el Caribe (CAF), el Banco Centroamericano de Integración Económica (BCIE), la Agencia de los Estados Unidos para el Desarrollo Internacional (USAID), la Cooperación Técnica Alemana (GIZ), o la Agencia Belga de Cooperación Internacional (ENABEL). 

## Transparencia
Su compromiso con la transparencia, la rendición de cuentas y el buen gobierno, hace que la organización se someta a diversos mecanismos de control y obtenga acreditaciones reconocidas por organizaciones de prestigio:
- Es auditada anualmente por KPMG.[19]
- Es ONG acreditada por la Fundación Lealtad.[20]
- Dispone del sello de transparencia y buen gobierno de la Coordinadora de Organizaciones para el Desarrollo (CONGDE).[21]
- Es ONG acreditada por la US Federal Contractor Registration (USFCR).
- Dispone del sello de Oro Candid/Guidestar.

Para asegurar la integridad y la eficacia de sus operaciones, cada año publica su impacto y el informe de cuentas auditadas en su Memoria de actividades. Los datos de impacto los mide principalmente a través del número de personas apoyadas, el número de emprendimientos creados, la mejora en la generación de ingresos y la participación de la mujer en la economía.